# パイプウニ
パイプウニ（Heterocentrotus mamillatus）は、ウニの一種。非常に変わった棘をもつ。

## 分布
インド洋から西太平洋のサンゴ礁に広く分布する。

## 特徴
殻径約8cm。
夜行性で、昼間は岩陰に身を潜めている。雑食性。
パイプのような太く長い棘をもつ。棘の先端部は尖らずに平たい形状になっているため、刺さることはないが、身を守る効果は発揮している。棘の先端に淡色の帯がいくつかある。
棘は風鈴などの工芸品に利用されることがあり、涼しげな音が鳴る。

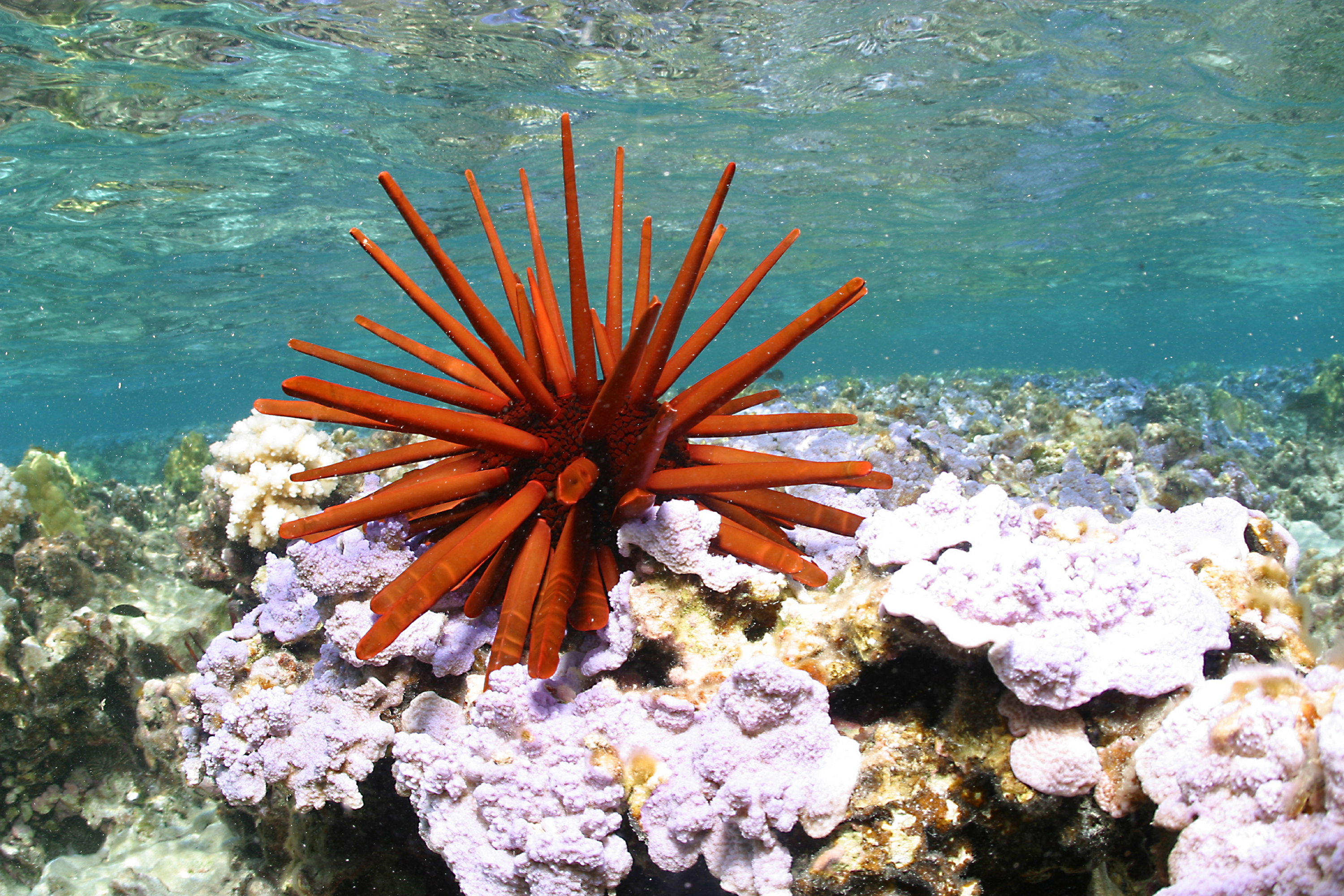
パイプウニ（フレンチフリゲート瀬）
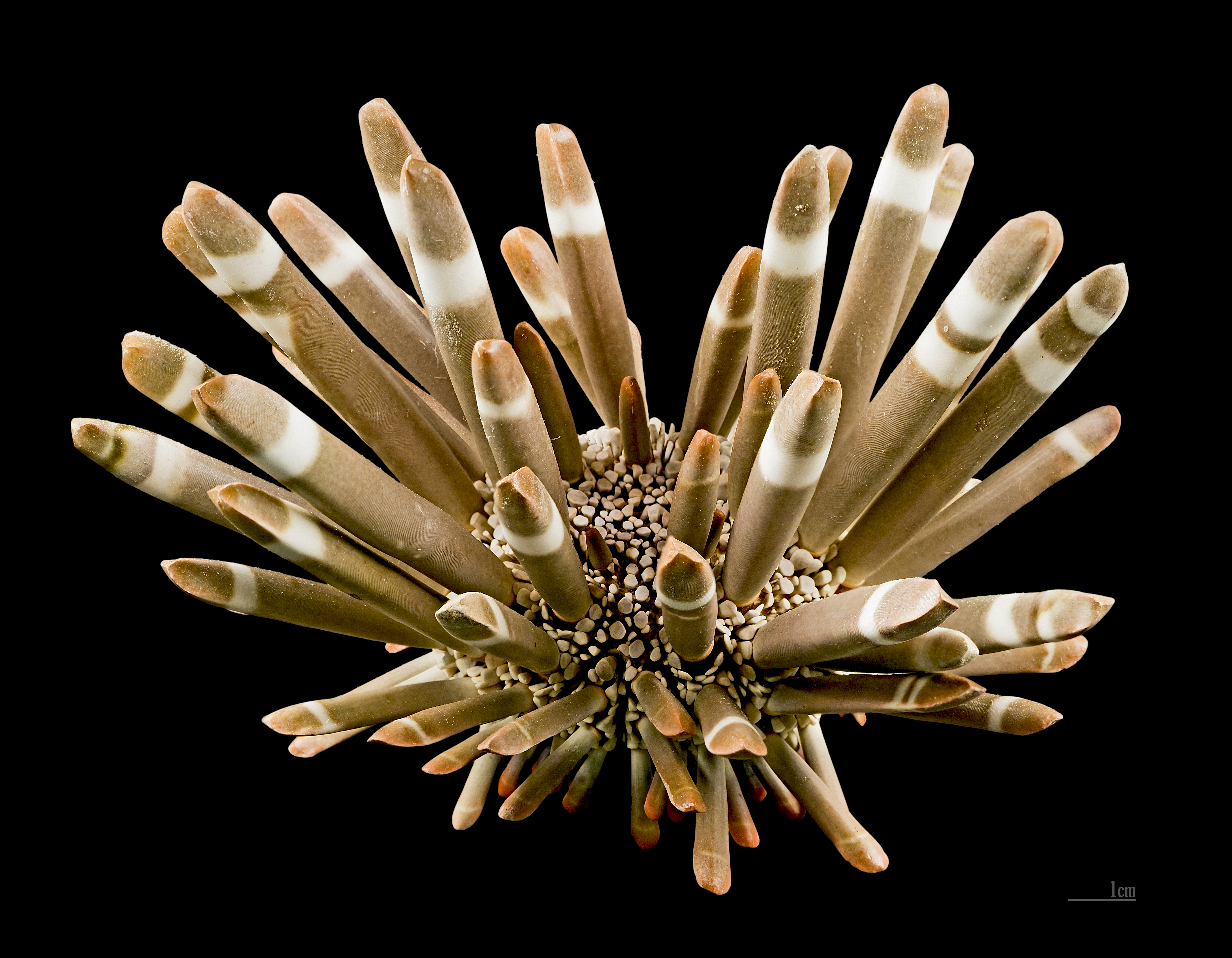
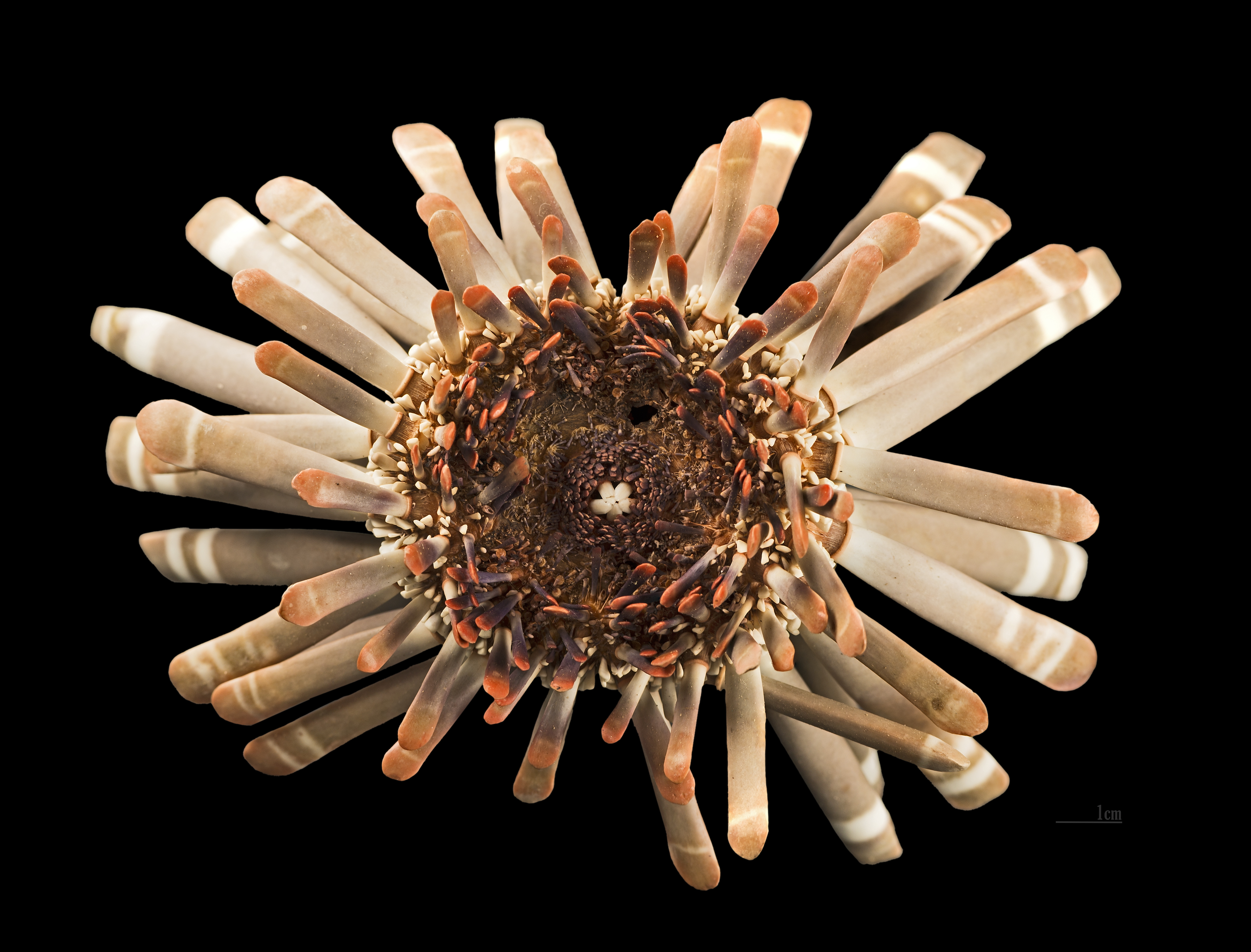